# Klučov (powiat Kolín)
Klučov – gmina w Czechach, w powiecie Kolín, w kraju środkowoczeskim. Według danych z dnia 1 stycznia 2013 liczyła 934 mieszkańców.

## Podział gminy
- Klučov
- Lstiboř
- Skramníky
- Žhery